# Comuna Hiliuți, Fălești
Comuna Hiliuți este o comună din raionul Fălești, Republica Moldova. Este formată din satele Hiliuți (sat-reședință) și Răuțelul Nou.

## Demografie
Conform datelor recensământului din 2014, comuna are o populație de 1.991 de locuitori. La recensământul din 2004 erau 2.259 de locuitori.

## Administrație și politică
Componența Consiliului local Hiliuți (11 consilieri), ales la 5 noiembrie 2023, este următoarea:
|  | Partid                                       | Consilieri | Componență | Componență | Componență | Componență | Componență |
|  | -------------------------------------------- | ---------- | ---------- | ---------- | ---------- | ---------- | ---------- |
|  | Partidul Socialiștilor din Republica Moldova | 5          |            |            |            |            |            |
|  | Partidul Nostru                              | 4          |            |            |            |            |            |
|  | Partidul Social Democrat European            | 2          |            |            |            |            |            |